# Formación de Yixian
La Formación de Yixian es una formación geológica en Liaoning, República Popular China, que abarca 11 Ma del Cretácico inferior. Es conocida por el interés de su registro fósil. Se compone principalmente de basaltos con intercalaciones de sedimentos siliciclásticos.

## Historia
Fue inicialmente reconocida durante el tiempo que el Imperio japonés controló un gran pedazo de Manchuria (norte de China) llamado "Jehol". Durante la ocupación de Jehol, muchos científicos japoneses han reportado restos de fósiles de peces y reptiles extintos, posiblemente los champsosaurios. Estos iniciales descubrimientos de fósiles hechos por científicos japoneses desaparecieron de la historia una vez que la Segunda Guerra Mundial terminó en 1945. 
Por 1949, cuando la administración del área pasó al Partido Comunista y su líder Mao Zedong, los fósiles de Yixian fueron estudiados solamente por científicos chinos.
No fue hasta los años 1990 cuando remarcables fósiles de aves y dinosaurios fueron excavados. Desde 1996, un número de fósiles de dinosaurio que revolucionó nuestro conocimiento de estos animales han sido encontrados en Yixian; entre ellos hay los primeros terópodos no aviares conocidos con plumas.

## Registro fósil
Los fósiles hallados en Yixian han permitido identificar los siguientes taxones:

### Dinosaurios (incluyendo aves)
Terópodos
- Sinosauropteryx, el primer dinosaurio encontrado aquí (compsognátido)
- Huaxiagnathus (compsognátido)
- Sinocalliopteryx (compsognátido)
- Beipiaosaurus (tericinosaurio)
- Caudipteryx (ovirraptorosaurio)
- Incisivosaurus (ovirraptorosaurio)
- Protarchaeopteryx (ovirraptorosaurio)
- Yutyrannus (proceratosauride)
- Dilong (tiranosauroide)
- Mei, un pequeño dinosaurio que se fosilizó en una posición de sueño, con su cabeza debajo de una ala (dromaeosauridae)
- Microraptor (dromaeosauridae)
- Sinovenator (dromaeosauridae)
- Sinornithosaurus (dromaeosauridae)
- Scansoriopteryx (manirraptor)
- Shenzhousaurus (ornitomimosaurio)
- Shenzhouraptor o Jeholornis (aviano: ave basal)
- "Liaoxiornis" (aviano? Un nomen dubium)
- Sapeornis (aviano: omnivoropterigiforme)
- Confuciusornis (aviano: pigostiliano basal)
- Sinornis/Cathayornis (aviano: pájaro opuesto)
- Longipteryx (aviano: pájaro opuesto?)
- Liaoningornis (aviano: liaoningornitiforme)

Neornitisquios
- Liaoceratops (ceratopsiano)
- Psittacosaurus (ceratopsiano)
- Jeholosaurus (ornitópodo)
- Jinzhousaurus (ornitópodo)

Tireofóros
- Liaoningosaurus (anquilosaurio)

### Pterosaurios
- Sinopterus
- Haopterus
- Jeholopterus
- Eosipterus
- Beipiaopterus
- Boreopterus
- Feilongus
- Ningchengopterus

### Mamíferos
Simmetrodontes
- Akidolestes
- Maotherium
- Zhangheotherium

Triconodontes
- Jeholodens
- Repenomamus, el cual comía pequeños dinosaurios

Multituberculados
- Sinobaatar

Metaterios (marsupiales)
- Sinodelphys

Euterios (mamíferos placentarios)
- Eomaia

### Otros vertebrados
Lepidosaurianos
- Dalinghosaurus, un lagarto
- Yabeinosaurus, un lagarto relacionado con los gecos y escincos

Choristoderanos
- Hyphalosaurus
- Monjurosuchus

Tortugas
- Manchurochelys

Anfibios
- Jeholotriton, una salamandra con branquias
- Callobatrachus, una rana
- Mesophryne, una rana con ningún pariente existente conocido

Peces
- Peipiaosteus, un pez relacionado con los esturiones
- Lycoptera, un pez con forma de arenque
- Sinamia
- Mesomyzon mengae, una lamprea fósil

### Insectos y otros artrópodos
- Zapatero gigante
- Cangrejos de río de Jehol
- Araña tejedora de orbe
- Efémeras
- Escarabajo comedor de carroña
- Cicádidas
- Libélula
- Cucaracha
- Palaepangonius, una primitiva mosca polinizadora

### Plantas
- Archaefructus
- Equiseto (cola de caballo)
- Ephedra
- Coníferas
- Ginkgo
- Archaeamphora, la planta carnívora más antigua que se conoce.